# Palacio de Bianca Cappello
El palacio de Bianca Cappello, originalmente de la familia Corbinelli, se encuentra en el número 26 de via Maggio, en el barrio de Oltrarno, en Florencia.
Pertenece al Centro histórico de la ciudad, declarado Patrimonio de la Humanidad por la Unesco en 1982.

## Historia
Fue construido por encargo de Francisco I de Medici para su amante Bianca Cappello, sobre un viejo edificio de inicios del siglo XV. Así que es famoso por ser la escena de una de las historias de amor más comentadas del Renacimiento, aunque él estuviera ya casado con Juana de Austria.
El duque mandó construir el palacio a Bernardo Buontalenti (1570-1574) en el lugar más cercano posible a la residencia ducal del palacio Pitti. Esta es la primera obra documentada del arquitecto, que después sería escenógrafo y artista de la corte.
Tras la prematura muerte de Juana, los amantes se casaron en 1579. Pero el idilio duró poco, y ambos murieron en la villa medicea de Poggio a Caiano en 1587 con una diferencia de un solo día, lo que ha hecho creer que fueron envenenados.
Mientras tanto, el edificio había sido cedido al Hospital de Santa Maria Nuova, y fue entonces cuando se pintaron los grutescos en la fachada, obra de Bernardino Poccetti (1579-1580).
Fue cedido a Giovanni Riccardi, que lo vendió a Carlo Lasinio, profesor de la Academia de Dibujo de Florencia. Actualmente pertenece al ayuntamiento de Florencia, que lo ha convertido en la sede del archivo y de los laboratorios de conservación y restauración de libros del Gabinete Vieusseux.